# 1771 Makover
1771 Makover (1968 BD) là một tiểu hành tinh vành đai chính được phát hiện ngày 24 tháng 1 năm 1968 bởi L. Chernykh ở Nauchnyj.